# Pro Recco
Pro Recco是一家来自雷科的意大利职业水球俱乐部。Pro Recco 成立于1913年。自1935年以来，该球隊一直是意大利水球甲级联赛的參賽球隊。
截至2024年，Pro Recco在意大利的男子水球比赛中，共赢得了53座奖杯以及36个意大利水球甲级联赛冠军。